# Gravity (Anekdoten)
Gravity is het vierde studioalbum van Anekdoten. Het album is opgenomen in de Atlantis Grammofon en Sisu Sound geluidsstudios. De band is dan gevestigd in Stockholm in plaats van thuisbasis Borlänge. Voor de muziek maakte het geen verschil. In het dankwoord aandacht voor Per Wiberg (van Opeth), Mikael Äkerfeldt (eveneens Opeth) en collegabands als Paatos, Qoph en Ankh. 
Na de uitgifte van het album, zowel op compact disc als op elpee,  ging Anekdoten op tournee, waarbij wederom Japan werd aangedaan. Voor de Japanse markt werd het album aangevuld met een minialbum waarop live-opnamen te horen waren.
Binnen de niche van de progressieve rock werd het album, net als de andere albums, goed ontvangen. 

## Musici
- Nicklas Barker – zang, gitaar mellotron, fender rhodes en farfisa
- Anna Sofi Dahlberg – mellotron, stem, toetsinstrumenten
- Jan Erik Liljeström – basgitaar, zang
- Peter Nordins – slagwerk, vibrafoon, mellotron

## Muziek
Alle muziek van Anekdoten, teksten van Jan Erik Liljeström

| Nr. | Titel                       | Duur |
| --- | --------------------------- | ---- |
| 1.  | Monolith                    | 6:07 |
| 2.  | Ricochet                    | 5:44 |
| 3.  | The war is over             | 4:42 |
| 4.  | What should but did not die | 6:43 |
| 5.  | SW4                         | 6:04 |
| 6.  | Gravity                     | 8:19 |
| 7.  | The games we play           | 3:24 |
| 8.  | Seljak                      | 5:16 |